# Nikki Charm
Nikki Charm (Los Ángeles, California; 21 de febrero de 1966) es una actriz pornográfica retirada estadounidense.

## Biografía
Nikki Charm, nombre artístico de Shannon Louise Eaves, nació en 1966 en California. Entró en la industria pornográfica en 1984, poco después de cumplir los 18 años. Su primera película fue Good Girls Do. No obstante, en sus primeros meses de carrera se sospechó que ella había rodado películas siendo todavía menor de edad, llegando a igualar la polémica habida con las carrera de Traci Lords y Alexandra Quinn y a abrirse una investigación para comprobar su edad. Sin embargo se demostró que comenzó a rodar siendo mayor de edad.
Como actriz, grabó películas para estudios como VCA Pictures, Paladin, Wet Video, Plum, LA Video, Cal Vista, Coast To Coast, Elegant Angel, Pleasure, Caballero, Lethal Hardcore, Dreamland, Intropics Video, Naughty America u Odyssey.
Entre 1984 y 1990, Charm apareció en casi 50 películas con Vivid Entertainment Group, firma con la que tuvo un contrato de exclusividad. A comienzos de 1990 Charm dejó apartada la industria pornográfica para trabajar un tiempo como bailarina erótica. Regresó como actriz en 1999, rodando seis títulos más. Ese mismo año ingresó en el Salón de la fama de AVN.
En octubre de 2002, fue arrestada por un intento de robar coches. Fue condenada a cinco años de prisión, siendo puesta en libertad bajo fianza en diciembre de 2005. Permaneció fuera de la industria varios años, regresando en 2011. En esta nueva etapa en la industria, Charm grabó su primera escena de sexo interracial en la película Taxi Driver - A XXX Parody.
En 2010 su nombre fue inscrito en el Salón de la fama de los Premios XRCO.
Decidió poner punto final a su carrera pornográfica en 2012, habiendo aparecido en un total de 135 películas como actriz. Al año siguiente de su retiro, en 2013, fue nominada en los Premios AVN a la Mejor actuación no sexual por Diary of Love.
Algunas películas suyas fueron All's Welles, Beverly Hills Wives, California Blondes, Dominant Dames, Erotic Penetration, Gimme An X, Kingsize!, Love Birds, Nicki, Only the Best of Oral, Scarlet Mistress, Touched o Visions of Jeannie.

## Premios y nominaciones
| Año  | Ceremonia   | Resultado | Premio                    | Trabajo       |
| ---- | ----------- | --------- | ------------------------- | ------------- |
| 2013 | Premios AVN | Nominada  | Mejor actuación no sexual | Diary of Love |